# Navijaštvo
Navijáštvo je svetovni pojav prisoten v kateremkoli športu. Privrženci raznih klubov so se začeli že z ustanovitvijo le-teh združevati v lastne skupine, ki pod skupnim imenom bodrijo svoje igralce in jim nudijo moralno podporo na igrišču. Pripadnik navijaške skupine športne ekipe se imenuje navijač.
Žal je navijaštvo že od samih začetkov povezano z nasiljem, ki je neizogiben del človeške kulture. Včasih gre pri tem le za prehod iz verbalnih spopadov k fizičnim, pogosto, še posebej v zadnjem času, pa gre za načrtno uničevanje in ustrahovanje nasprotnikovih navijačev in lastnine rivalskih klubov. Vsaka navijaška skupine je sestavljena iz podskupin, ki imajo vsaka svoje specifične člane iz specifičnih družbenih slojev. Po navadi so v tako imenovanih »prvih ekipah« navijaških skupin pripadniki delavskega razreda s pomankljivo izobrazbo. Ta skupina je po navadi bolj nagnjena k nasilju. V drugi in tretji (ali celo četrti) »ekipi« pa so pripadniki višjih slojev z višjo izobrazbo, ki niso tako agresivni. 
Po navadi si »prve ekipe« navijačev po navadi dodajo k imenu navijaške skupine še naziv »ultras« kar pomeni da so to »bojne enote« te navijaške skupine in to ponosno izražajo s simboli, ki jih po navadi nosijo na jaknah, kapah, šalih, zastavah in ostalih navijaških rekvizitih.

## Navijaške skupine v Sloveniji
V Sloveniji ima, tako kot drugod po svetu, skorajda vsak klub svojo navijaško skupino. 
- nogomet
- ND Gorica, Nova Gorica - »Terror Boys«

- NK CMC Publikum, Celje - »Celjski grofje«
- NK Nafta Lendava - »Gorgone Lendava«
- NK Maribor - »Viole Maribor«
- NK Radomlje - Mlinarji
- NK Mura - »Black gringos«
- NK Primorje Ajdovščina - »Red Devils Ajdovščina«
- NK Olimpija Ljubljana - »Green Dragons Ljubljana«
- NK Koper - »Tifozi Koper«
- NK Izola - »Ribari Izola«
- NK Tabor Sežana - »Ultras Sežana
- NK Rudar Velenje - »Velenjski knapi«
- NK Zagorje - »Crazy Boys«
- ŠD NK Križevci - »Upi Boys«
- NK Svoboda,Ljubljana- »Ultras Svoboda«

- košarka

- KK Union Olimpija - Green Dragons
- KK Plama-pur - Dwji Japodi
- KK Helios Domžale - Ravbarji
- KK Krka Novo mesto - Kelti
- KK Idrija 2000 - Prfarci
- KD Hopsi Polzela - Hmelj boy'si
- KK Rogaška Slatina - Elita Slatna

- KK Zlatorog Laško - Green Bottles

- KK Grosuplje - Green Army

- rokomet

- Rokometni klub Celje, Florijani
- RK Cimos Koper, 12.Kopra
- RK Krim, Krimovci
- RK Gorenje Velenje, Šaleški Graščaki
- RK Hrpelje-Kozina, Kockarji
- RK Maribor Branik - Maribor Supporters

- RK Ormož - Ormožani

- RK Grosuplje - Green Army

```
  RK Pomurje-Black Boys
```

- hokej na ledu

- HDD Tilia Olimpija - Green Dragons in Ledeni Zmaji
- HK Jesenice - »Ultras Jesenice in Red Steelers«

- odbojka

- OK ACH Volley Bled, Indijanci
- OK Calcit Kamnik, Ravbarji

## Še nekaj navijaških skupin s področja bivše Jugoslavije:
HRVAŠKA: 
- HNK Hajduk Split, Torcida
- NK Dinamo Zagreb, Bad Blue Boys
- HNK Rijeka, Armada
- NK Osijek, Kohorta
- NK Šibenik, Funcuti
- NK Zagreb, Bijeli Anđeli
- NK Inter Zaprešić, Zaprešić Boys
- NK Cibalia, Ultras - Vinkovci
- NK Zadar, Tornado
- NK Istra 1961, Demoni

SRBIJA:
- FK Crvena Zvezda, Delije
- FK Partizan, Grobari
- FK Borac Čačak, Čete
- FK Vojvodina, Firma
- OFK Beograd, Plava Unija
- FK Rad, Unied Force
- Radnički Niš, Maraklije

ČRNA GORA
- FK Budućnost, Varvari
- FK Lovćen Cetinje, Orlovi

BiH
- FK Sarajevo, Horde zla
- FK Željeznićar, Manijaci
- FK Modrića, Uljari
- FK Borac Banja Luka, Lešinari

In še ogromno je navijaških skupin, vendar vseh praktično ni mogoče prešteti.